# Rita Lengyel
Rita Lengyel (* 23. Oktober 1973 in Düsseldorf) ist eine deutsche Schauspielerin und Regisseurin.

## Leben
Lengyel wuchs in Köln, Budapest und Berlin auf. 1989 besetzte Regisseur Oliver Hirschbiegel die erst 16-Jährige Lengyel für eine Rolle in seinem Film Der Eistaucher. Ein Jahr später folgte eine Hauptrolle in Klaus Emmerichs Kinofilm Pizza Colonia. Lengyel nahm Schauspielunterricht in Köln und Los Angeles. Seit 1990 war sie in verschiedenen TV-Filmen, Fernsehserien und -reihen zu sehen. Sie spielte Hauptrollen in Kinoproduktionen wie Mortal Beauty (2001; Regie: Markus Goller), Berlin Calling (2008; Regie: Hannes Stöhr) und Global Player (2013; Regie: Hannes Stöhr).
1995 gründete sie zusammen mit ihrem Bruder das Tonstudio Sound Source GbR. Von 2003 bis 2010 absolvierte sie ein Regie-Studium an der HFF Potsdam-Babelsberg. Das Regiestudium schloss sie im März 2010 mit dem abendfüllenden Dokumentarfilm Mein Ungarn in Berlin (2011) mit Diplom ab. Für die Regiearbeit Berlin Budapest, einen Kurzspielfilm, erhielt sie 2007 den Förderpreis der DEFA-Stiftung.
Rita Lengyel lebt in Berlin.

## Filmografie (Auswahl)

### Darsteller
- 1990: Der Eistaucher
- 1991: Pizza Colonia
- 1993: Domenica
- 1993: Rosamunde Pilcher: Stürmische Begegnung (Fernsehfilm)
- 1994: Blut an der Wiege
- 1995: Schwurgericht (Fernsehreihe)
- 1996: Nadine, nackt im Bistro (Fernsehfilm)
- 1997: Tatort: Brüder
- 1998–2001: Vater wider Willen (Fernsehserie, 14 Folgen)
- 1999: Dr. Stefan Frank – Der Arzt, dem die Frauen vertrauen – Schweigepflicht
- 1999: Schrei – denn ich werde dich töten!
- 2000: Es geht nicht immer nur um Sex (Fernsehfilm)
- 2001: Mortal Beauty
- 2002: Das beste Stück (Fernsehfilm)
- 2002: Mask under Mask
- 2004: Sonntag im August
- 2004: Das allerbeste Stück
- 2008: Berlin Calling
- 2009: Stromberg (Fernsehserie, 1 Folge)
- 2013: Global Player
- 2016: SOKO Stuttgart (Fernsehserie, 1 Folge)

### Drehbuch und Regie
- 2006: Berlin Budapest (Kurzfilm)
- 2008: Gabriel (Kurzfilm)
- 2011: My Hungary in Berlin (Dokumentation)